# Lexus

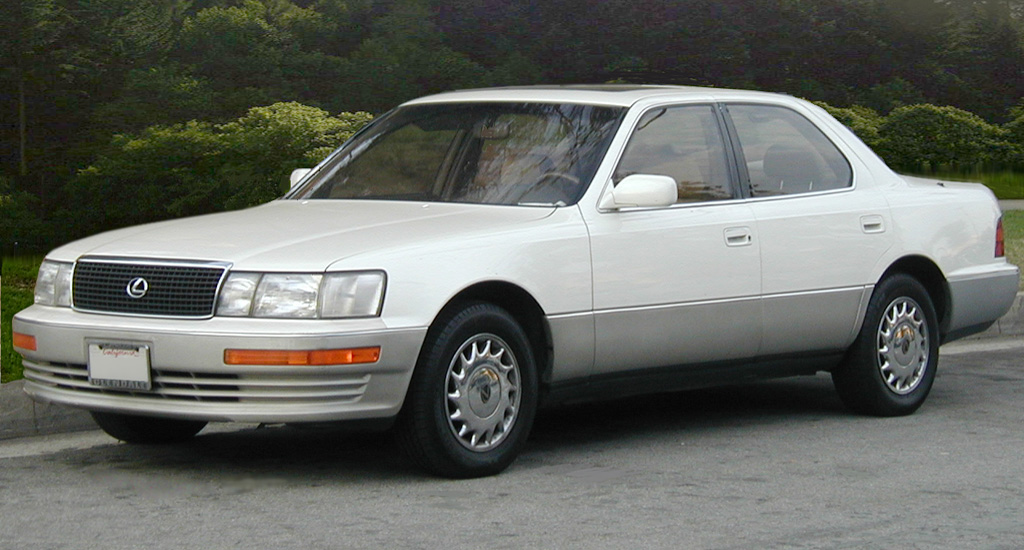
Lexus LS 400 1989 року

Lexus — преміальний автомобільний бренд, підрозділ японської компанії Toyota Motor Corporation. Про створення бренда було оголошено у серпні 1983 року її президентом Ейджі Тойодою. Перший серійний автомобіль — седан представницького класу Lexus LS 400 був випущений в 1989 році. Сьогодні Lexus офіційно продається у більш ніж 90 країнах. Бренд Lexus входить до десятки найбільших японських брендів по ринковій вартості та є одним із найпопулярніших на ринку преміальних автомобілів. Штаб-квартира Lexus знаходиться у місті Нагоя (Японія). Операційні центри розташовані у Брюссель (Бельгія) та Плейно (Техас, США).
Автомобілі Lexus для України виробляються виключно в Японії, зокрема на заводах Toyota Tahara, Регіон Тюбу, та Toyota Miyata, префектура Фукуока, Регіон Кюсю. Також заводи Lexus знаходяться в США та Канаді.
У 2006 році Lexus увійшов до переліку 100 найкращих світових брендів за версією Interbrand із оціночною вартістю приблизно 3 млрд доларів на рік.У 2009 році в тому ж рейтингу Lexus посів сьоме місце серед найбільших брендів Японії, між Panasonic Corporation і Nissan, за критеріями прибутку, доходу та ринкової вартості.
Міжнародні продажі автомобілів Lexus у 2023 році сягнули річного рекорду продажів у 824 258 одиниць (+132% порівняно з попереднім роком), проданих по всьому світу.
В Україні перший офіційний дилерський центр Lexus відкрився у 2007 році в місті Київ. На початок 2024 року в 5 українських містах працюють 6 дилерських центрів бренда.

## Сучасні моделі Lexus

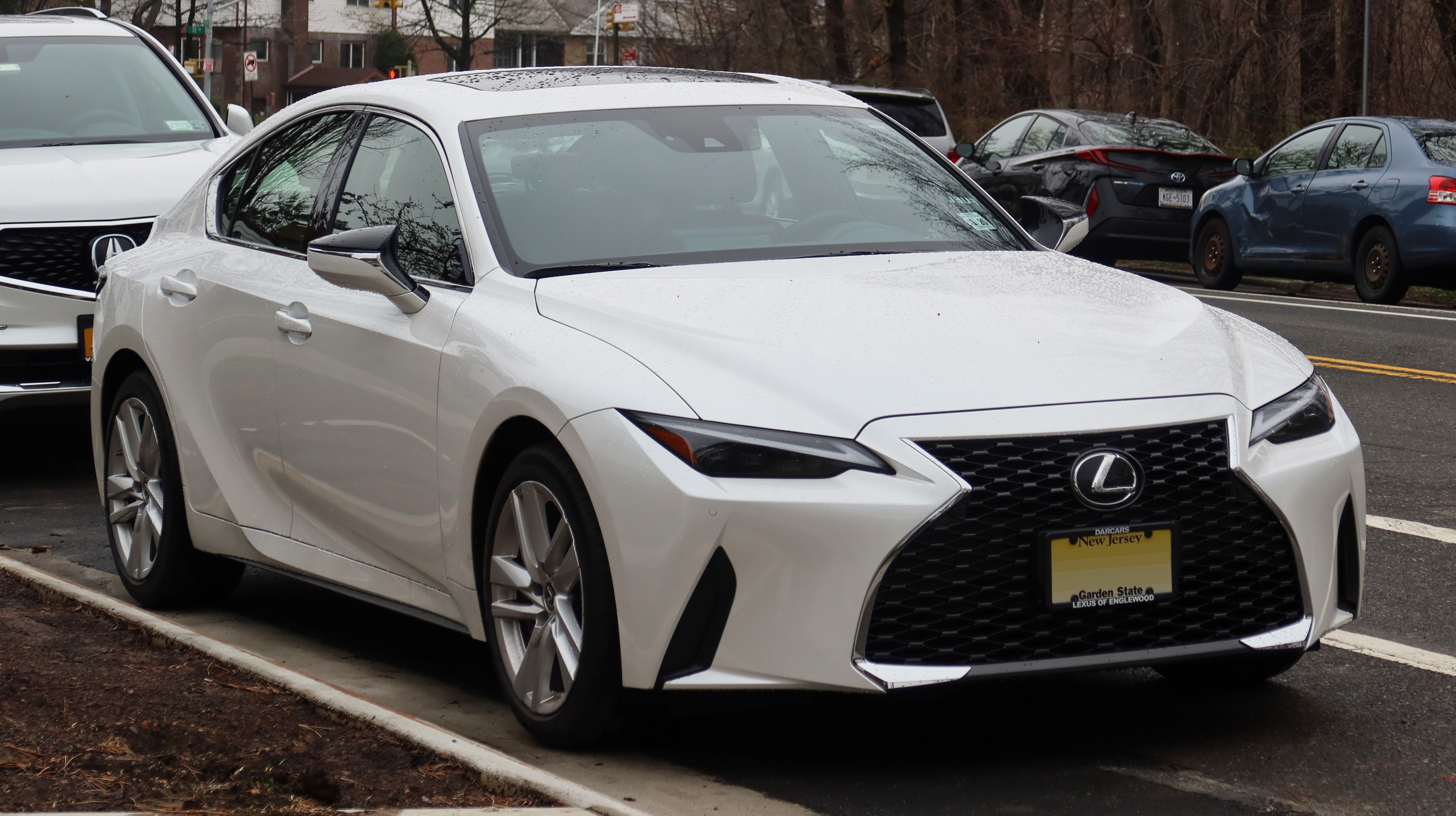
Lexus IS
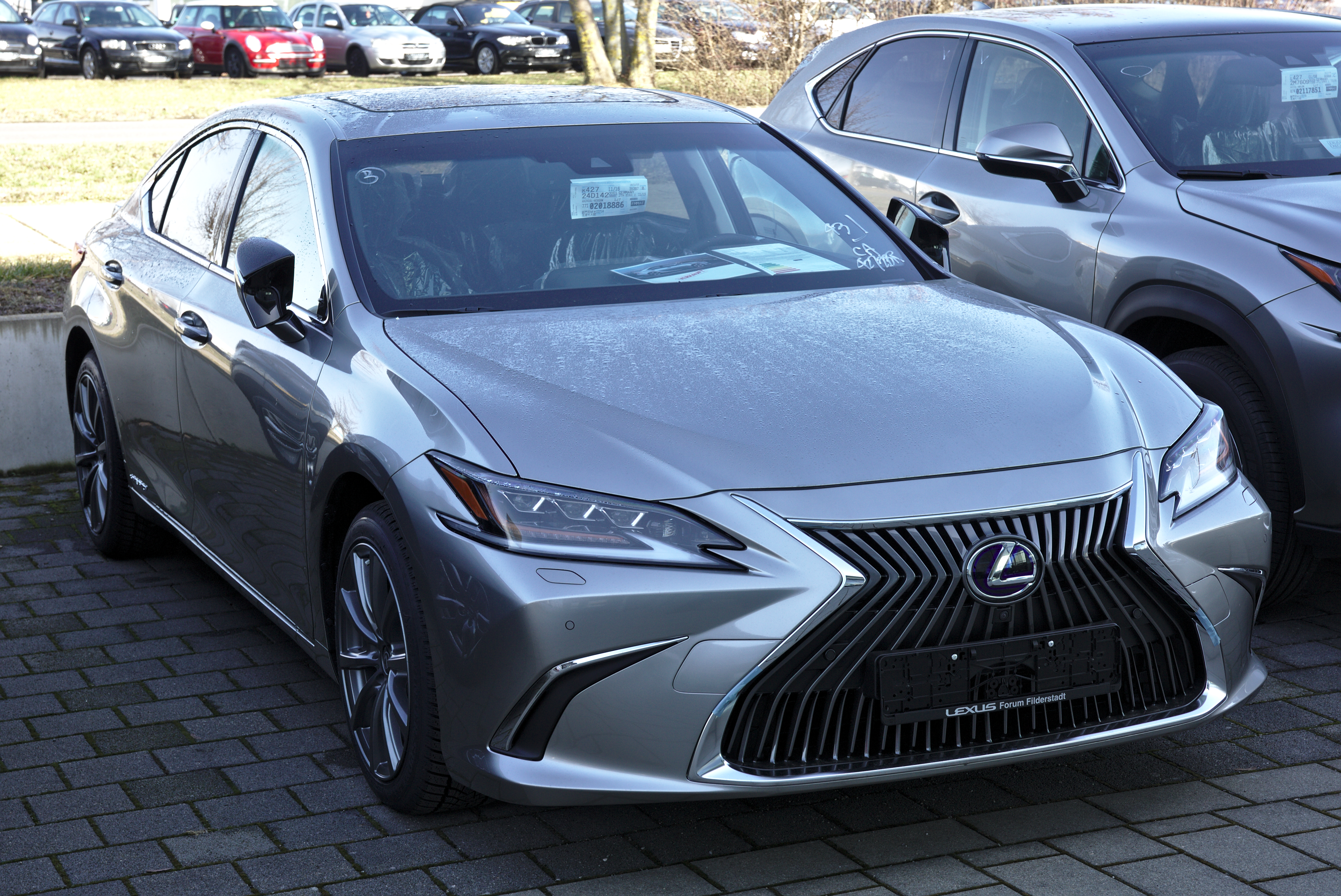
Lexus ES
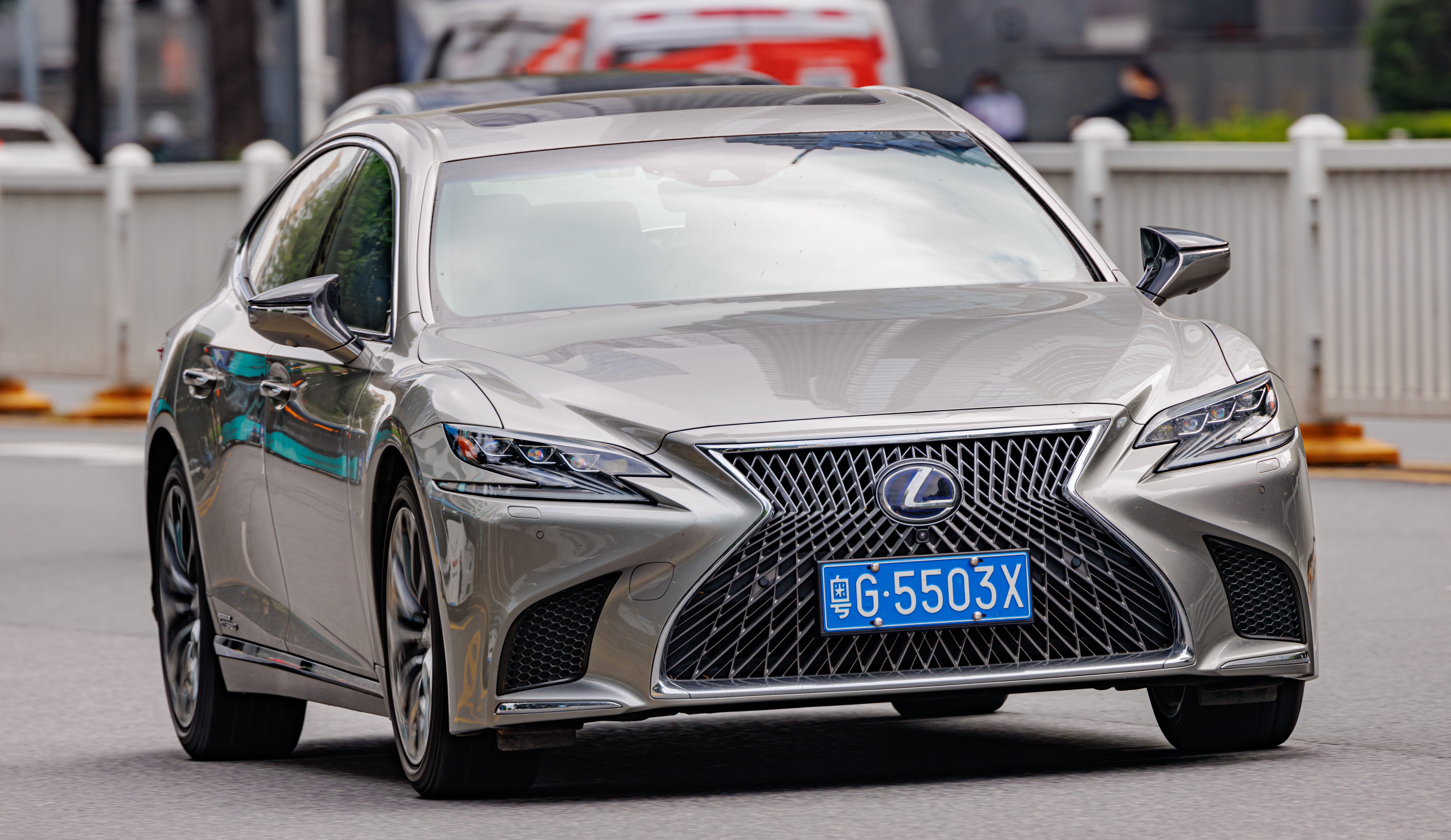
Lexus LS
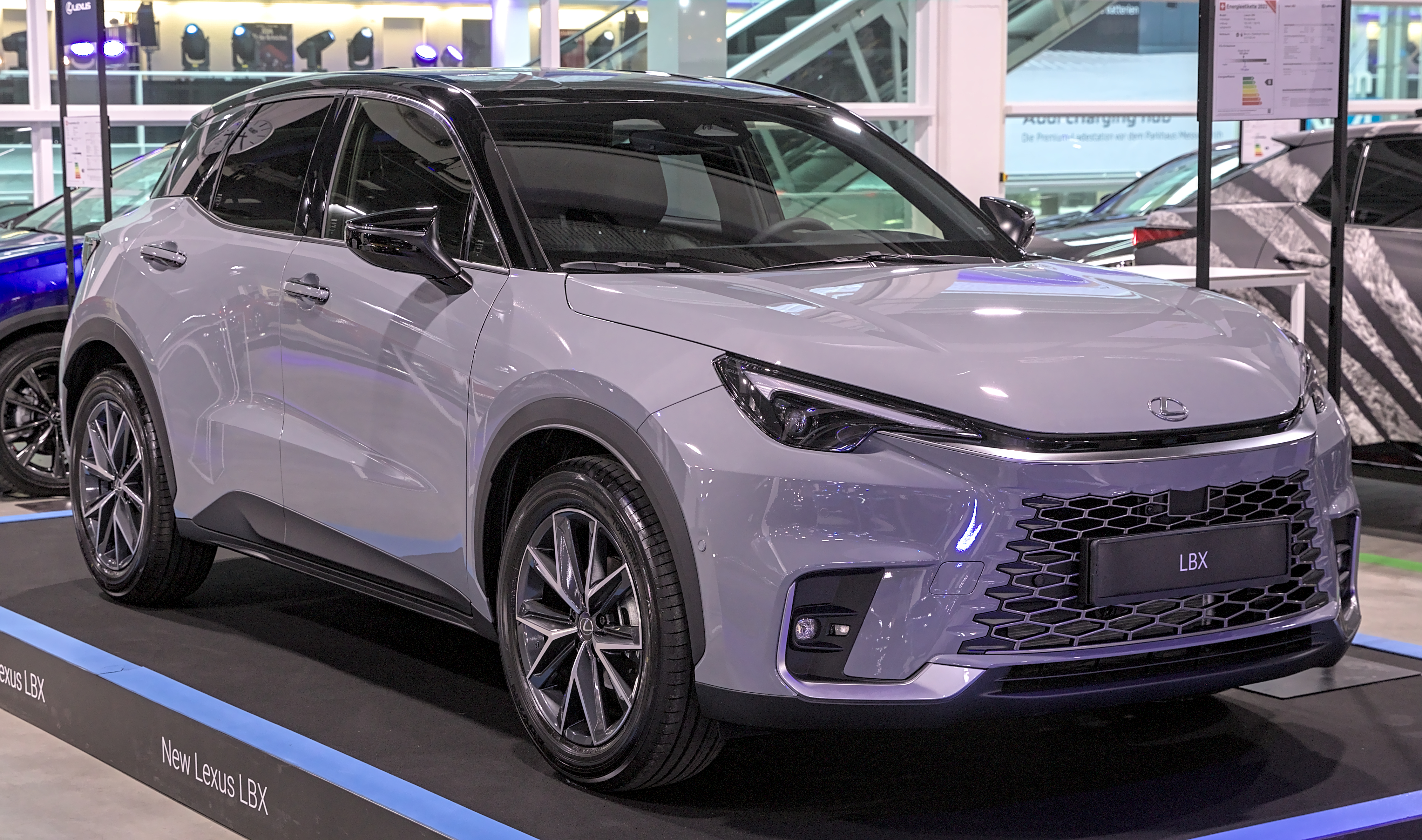
Lexus LBX
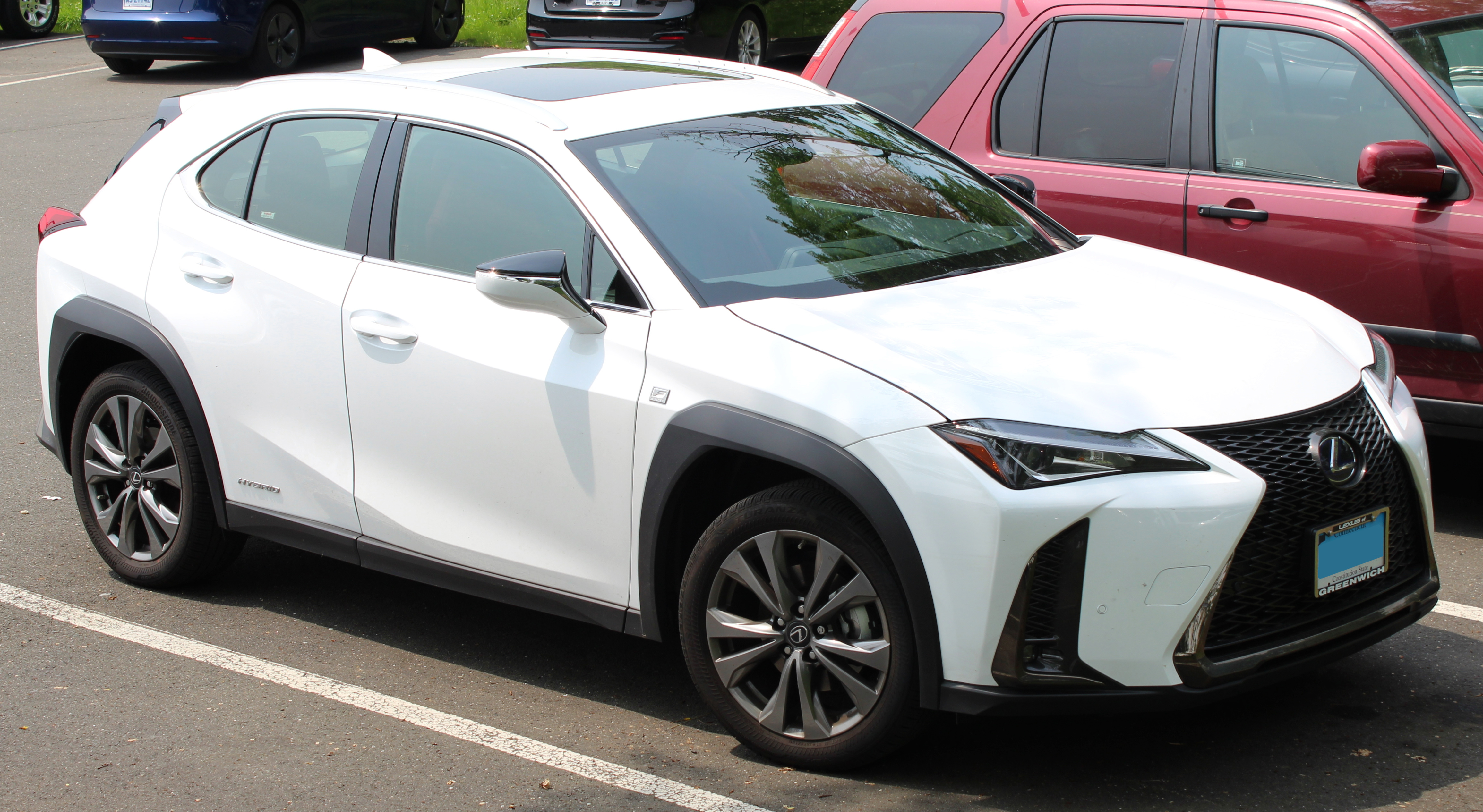
Lexus UX
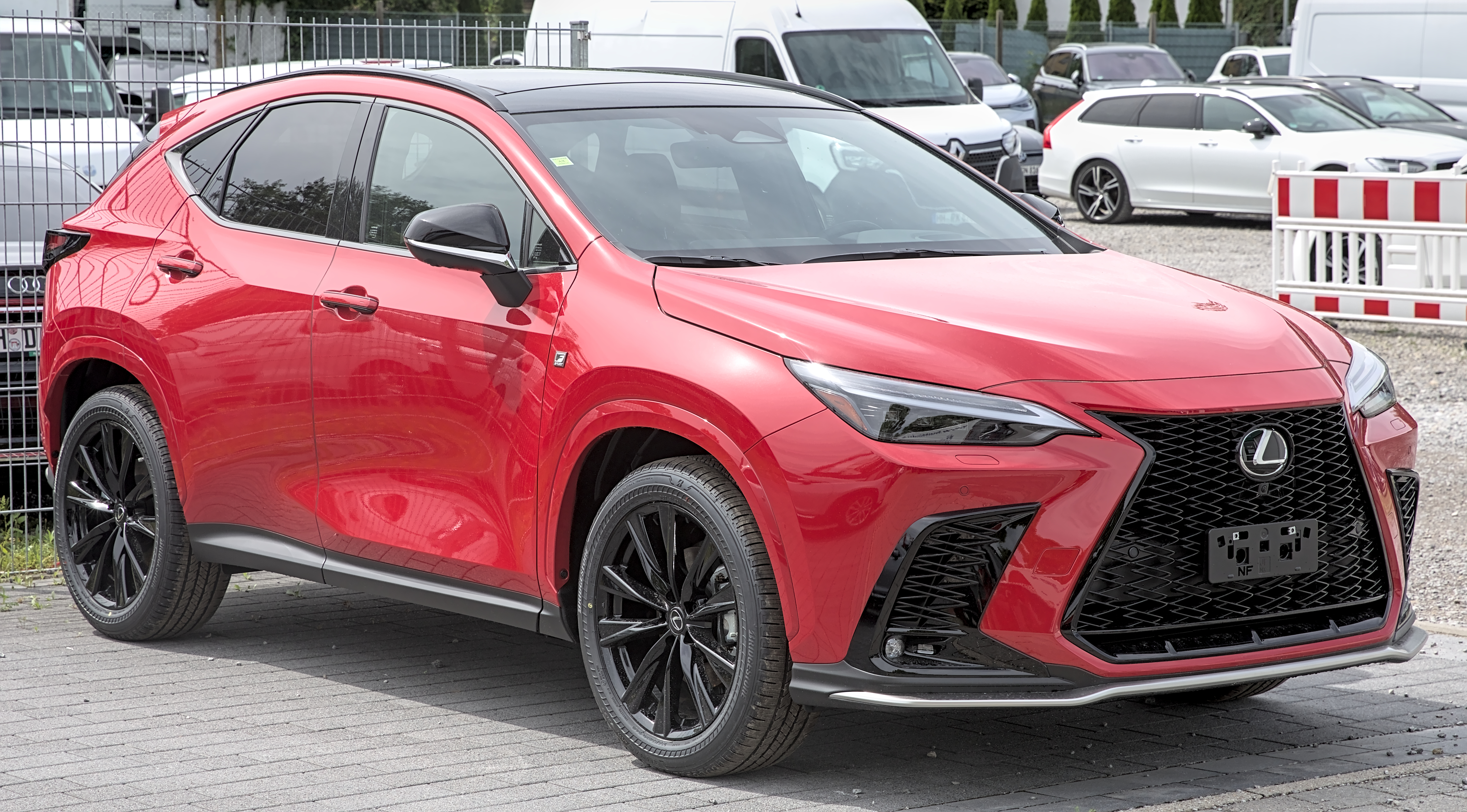
Lexus NX
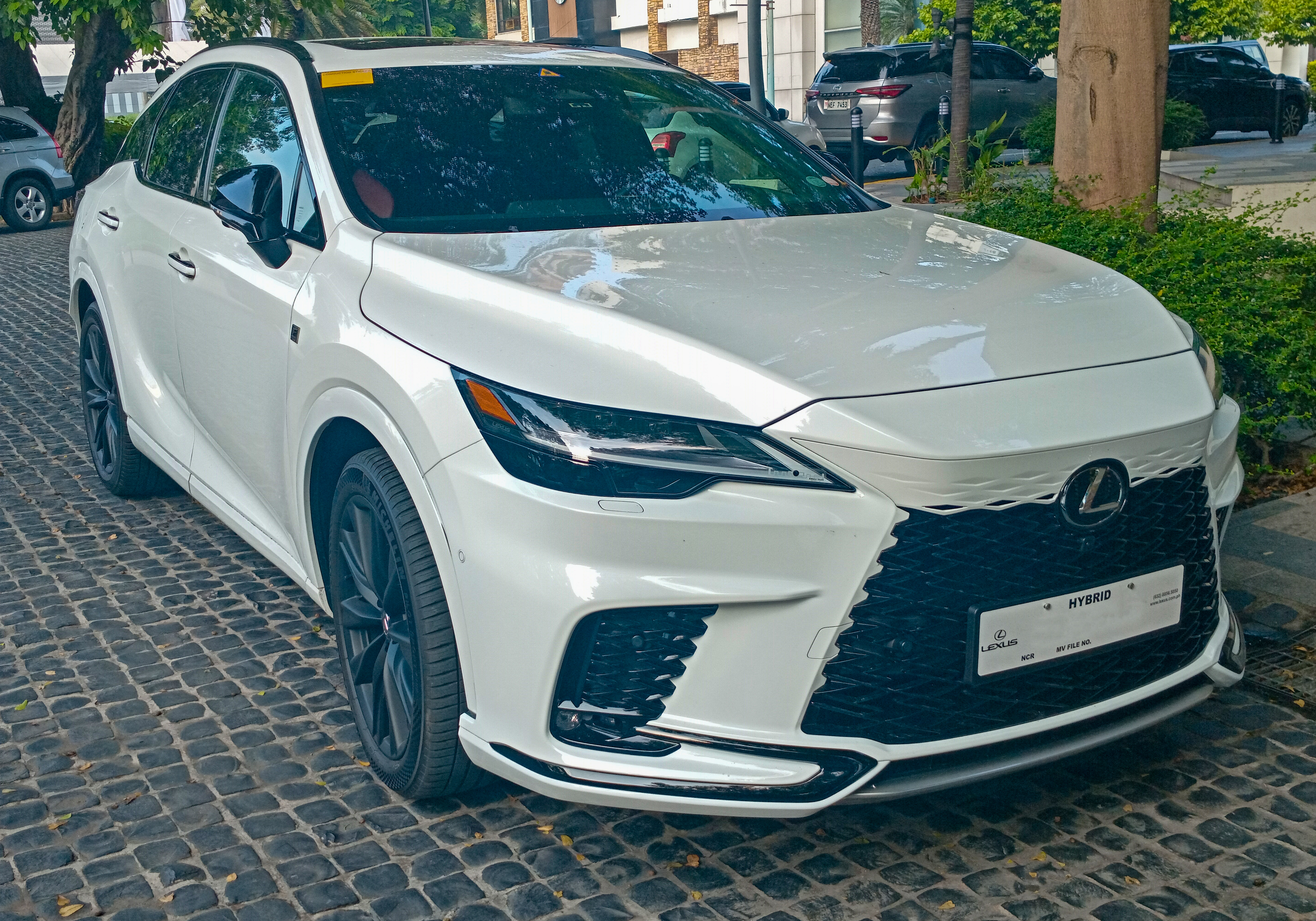
Lexus RX
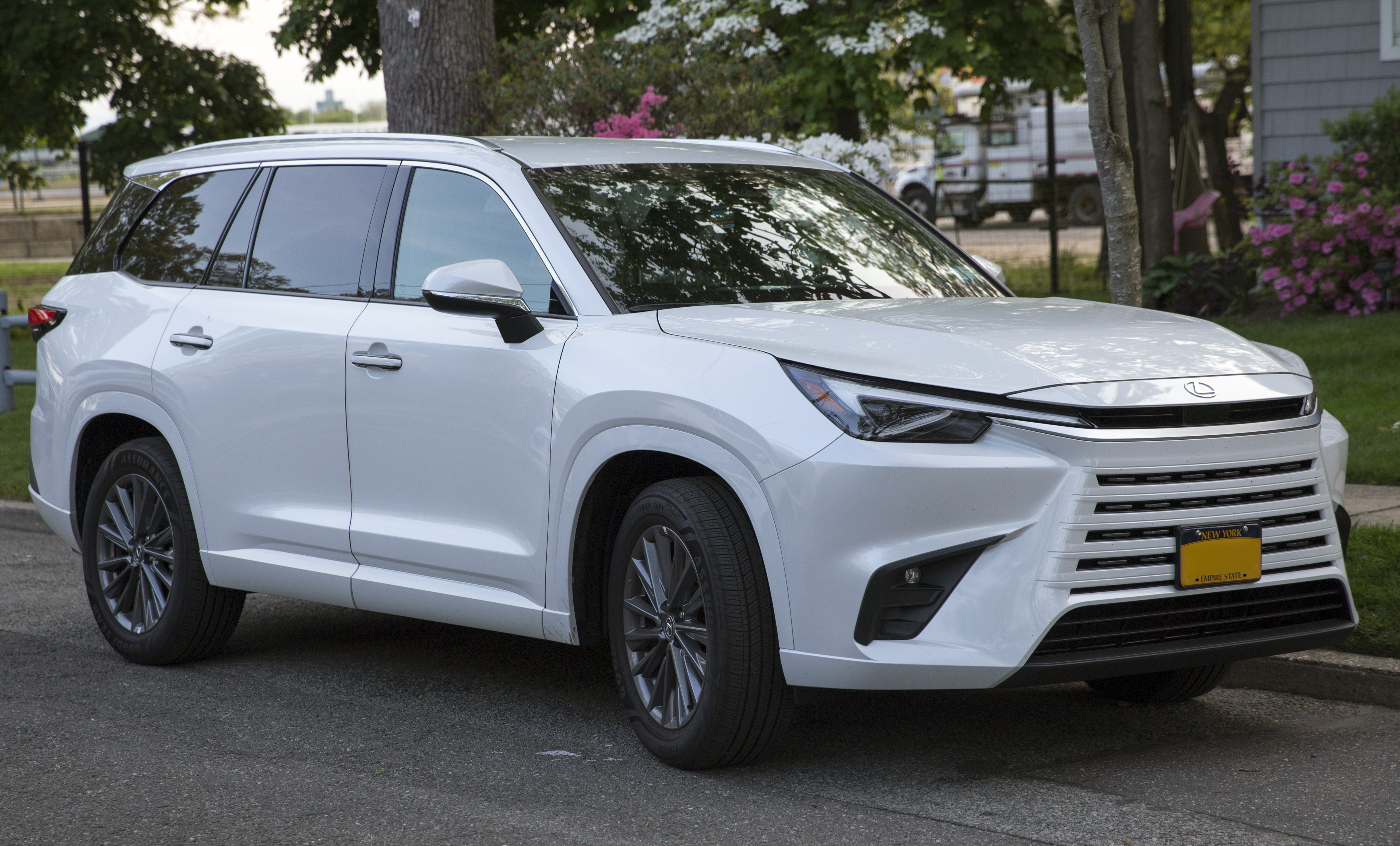
Lexus TX
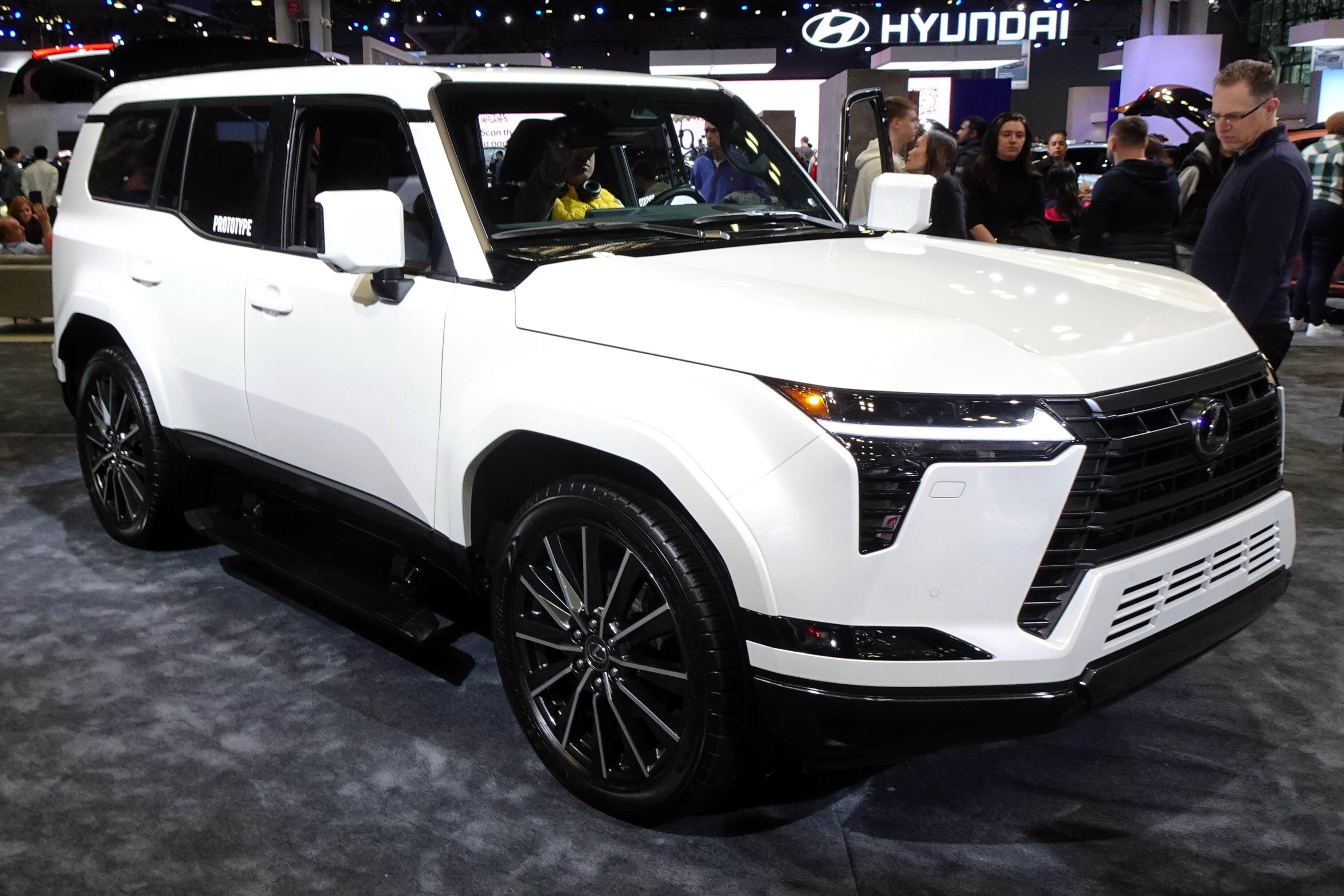
Lexus GX
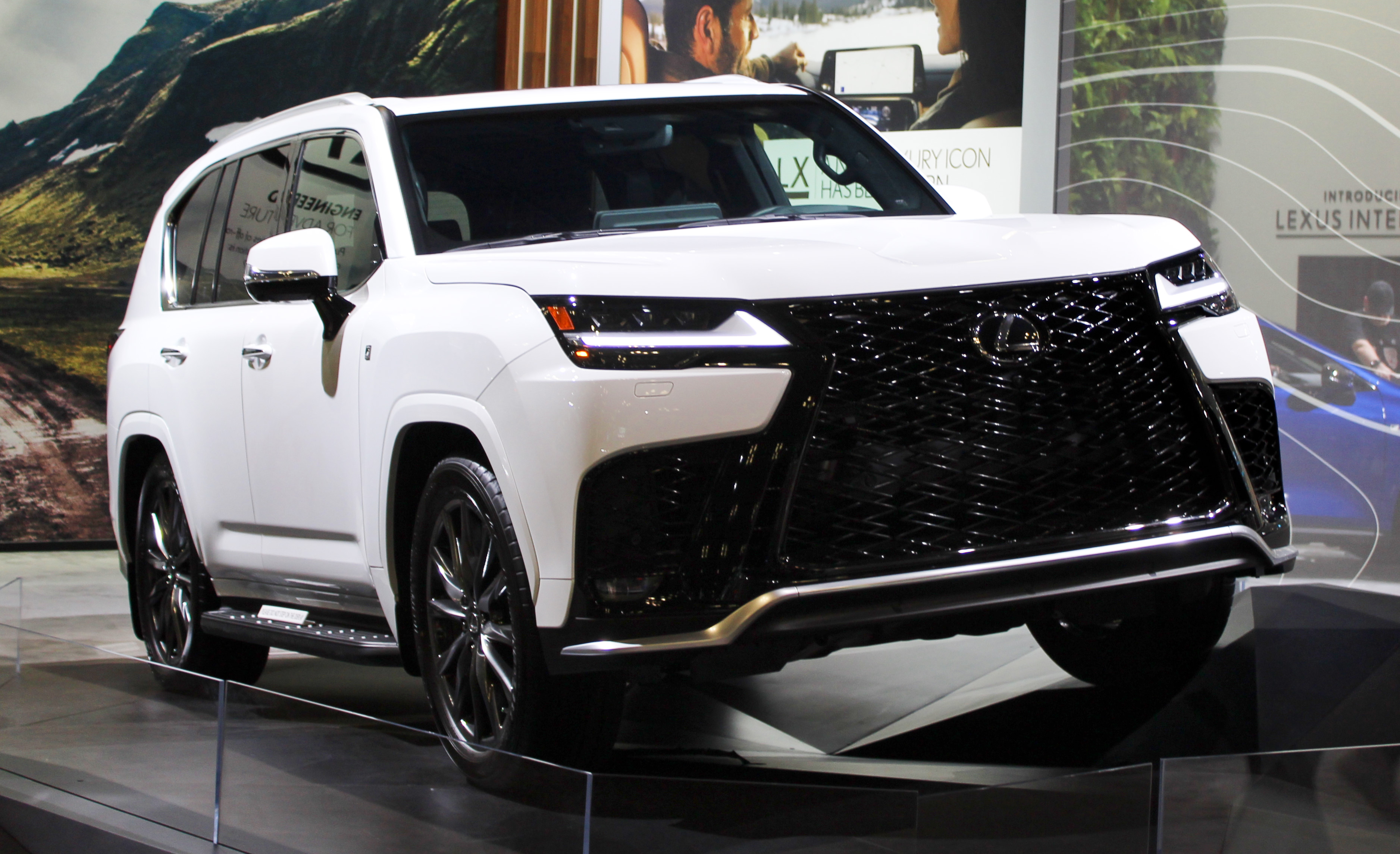
Lexus LX
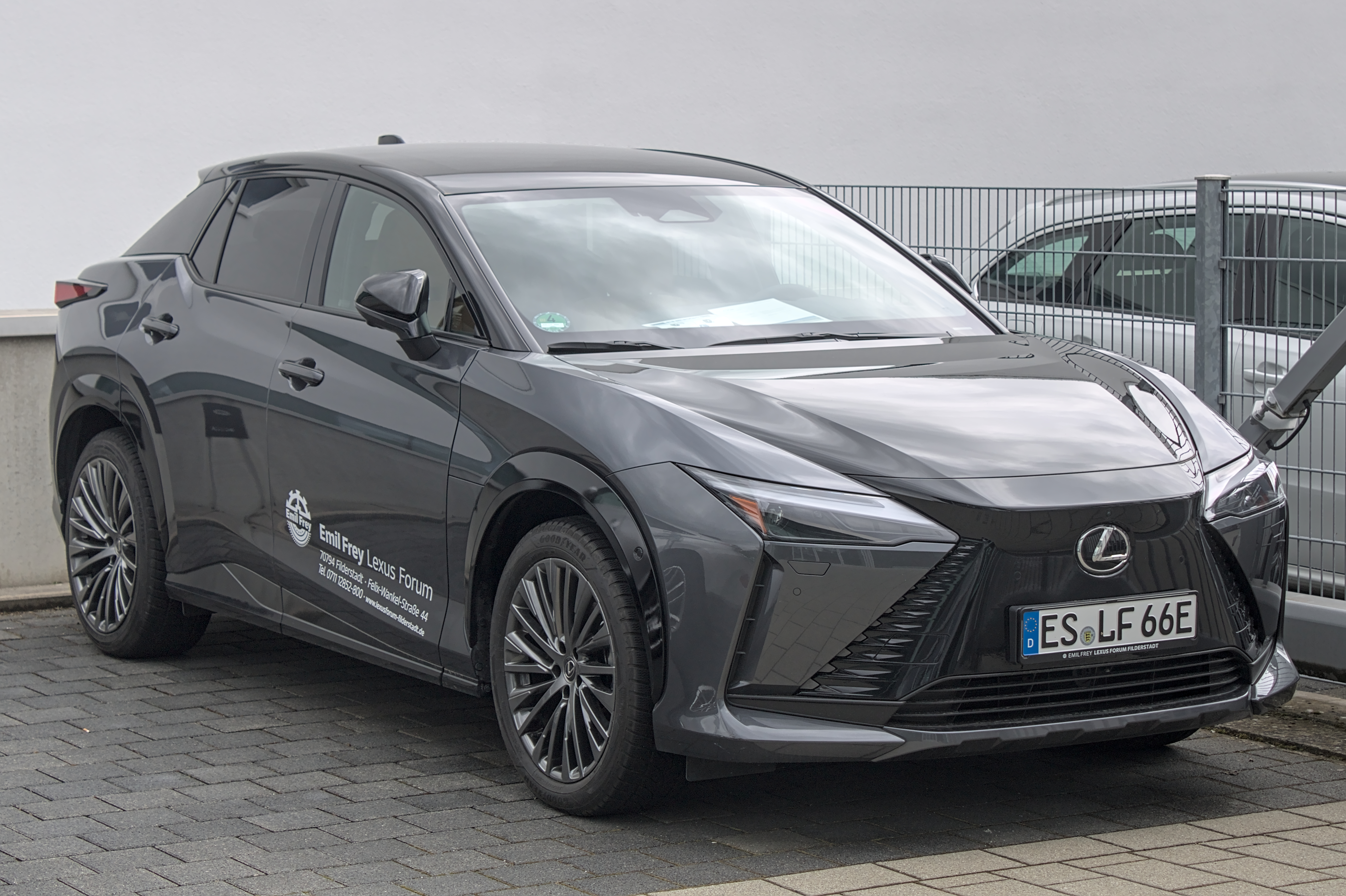
Lexus RZ
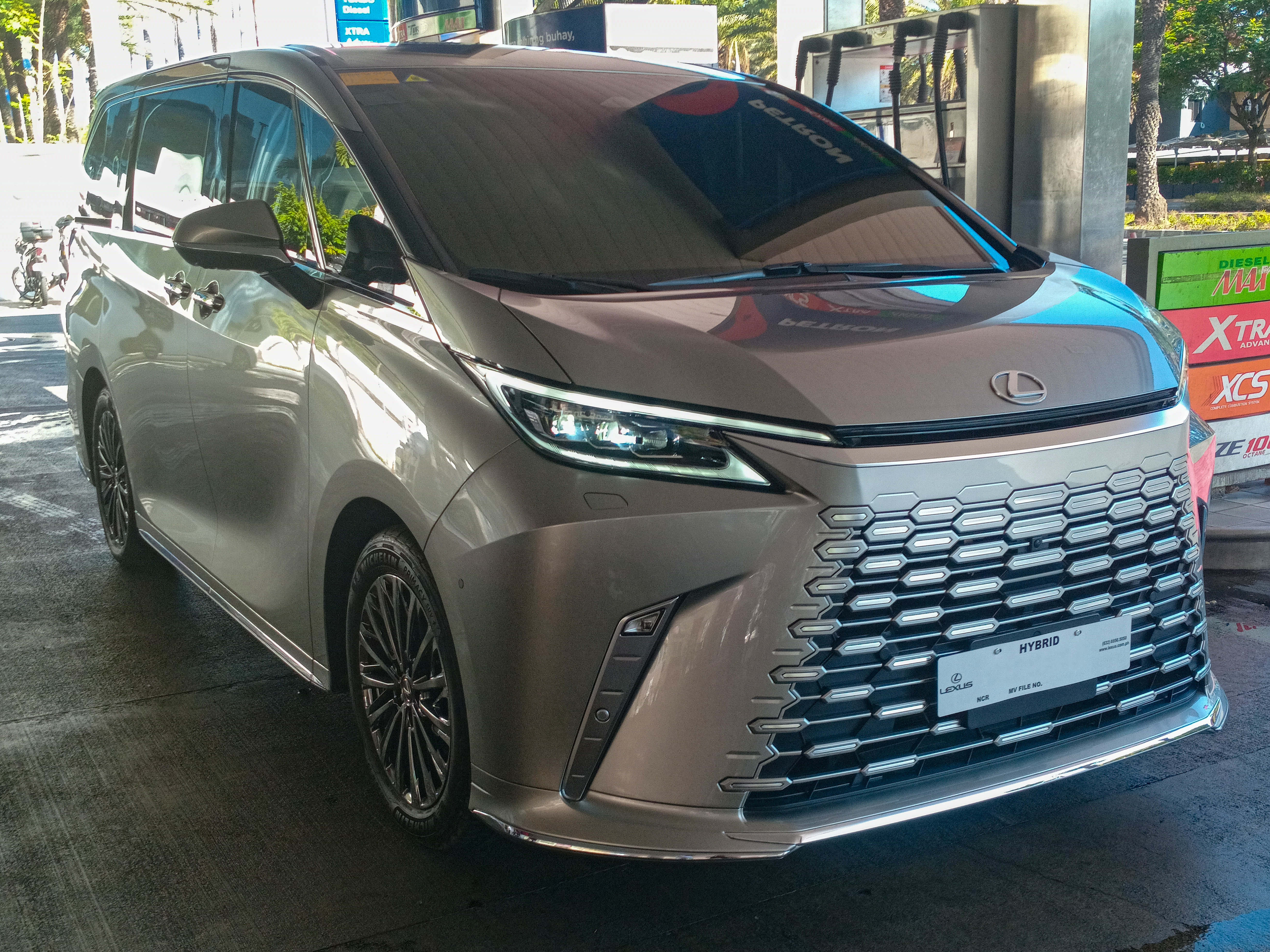
Lexus LM
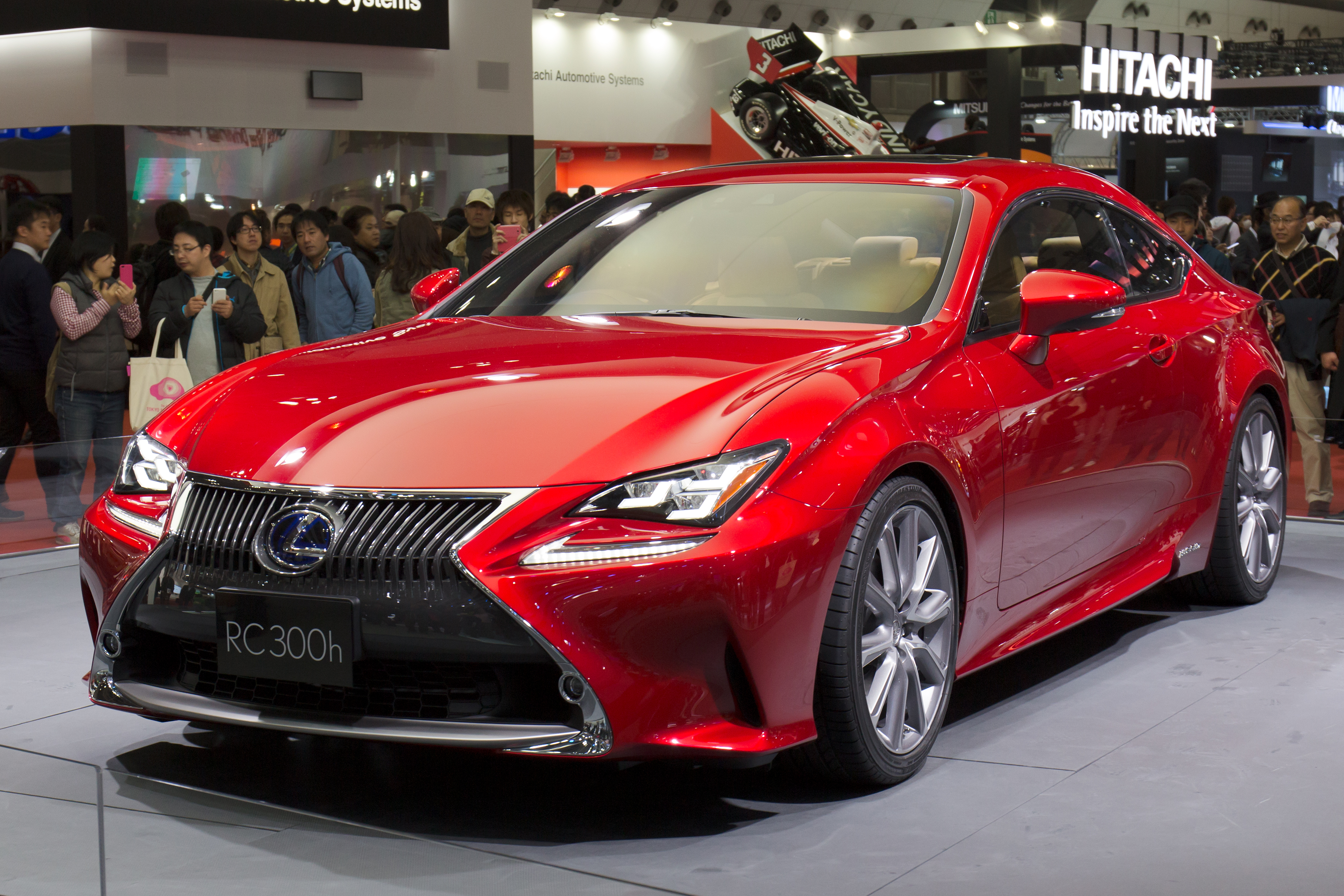
Lexus RC
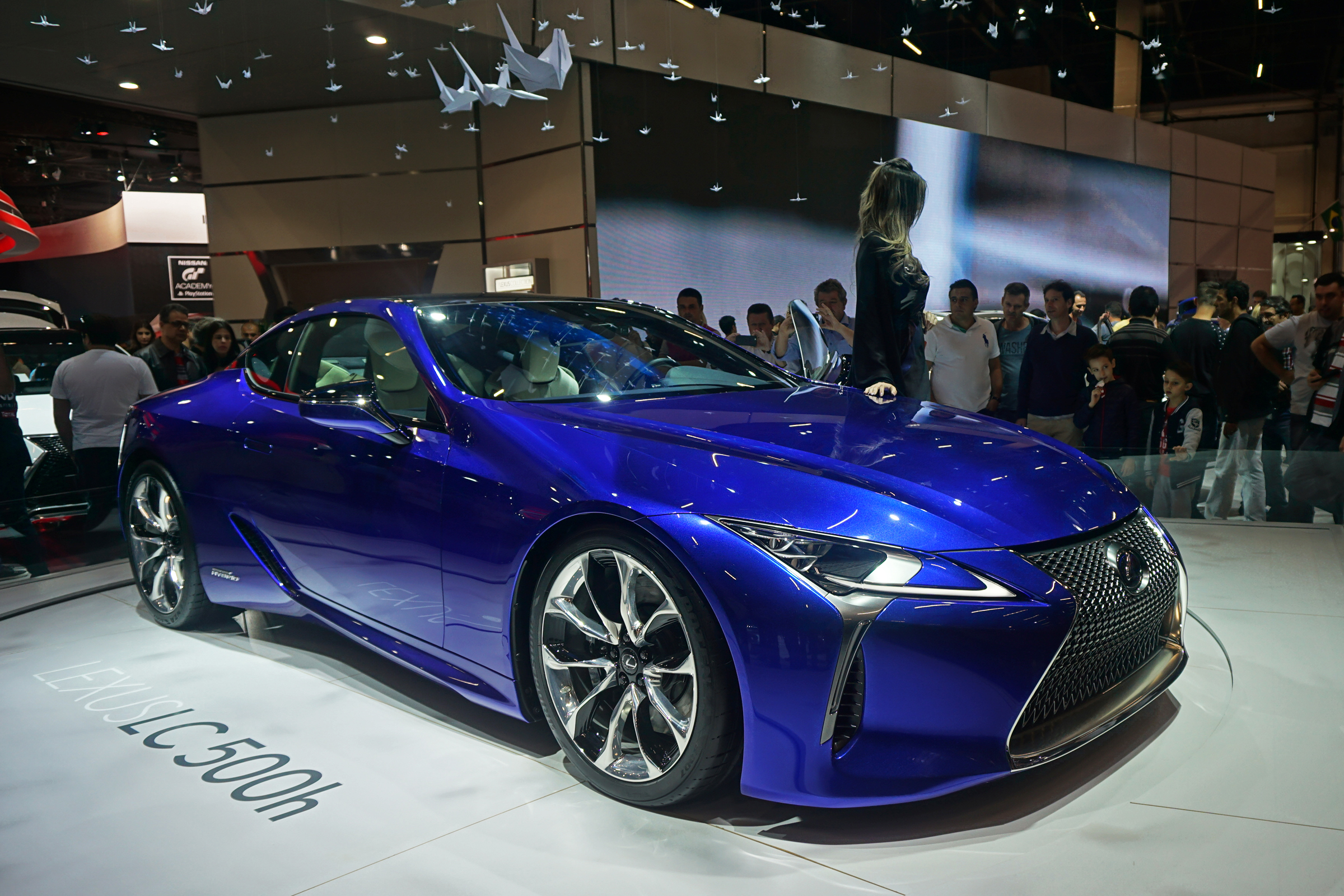
Lexus LC

## Цікаві факти
2018 року штучний інтелект самостійно написав сценарій до реклами компанії. Для того, аби створити ідеальний рекламний ролик, розробники проаналізували сотні відео автомобілів та дорогих брендів, які були номіновані на «Каннського лева» за останні 15 років. На основі отриманих даних нейромережа й згенерувала сценарій.